# Xã Pike, Quận Carter, Missouri
Xã Pike (tiếng Anh: Pike Township) là một xã thuộc quận Carter, tiểu bang Missouri, Hoa Kỳ. Năm 2010, dân số của xã này là 357 người.